# Natalija Żukowa
Natalija Żukowa, ukr. Наталія Жукова (ur. 5 czerwca 1979 w Dreźnie) – ukraińska szachistka, arcymistrzyni (WGM) od 1996, arcymistrz (GM) od 2010 roku.

## Kariera szachowa
W roku 2000 w Batumi zwyciężyła w pierwszych mistrzostwach Europy kobiet, rozegranych systemem pucharowym (w finale pokonała Jekaterinę Kowalewską). W tym samym roku awansowała do IV rundy (najlepszej ósemki turnieju) mistrzostw świata systemem pucharowym, rozegranych w Nowym Delhi (w rundzie tej uległa Xie Jun) oraz wystąpiła w finale Pucharu Świata (w finale przegrała z Xu Yuhua). W 2003 podzieliła I miejsce (wraz ze Swietłaną Matwiejewą) w silnie obsadzonym turnieju North Ural Cup w Krasnoturjinsku. W 2004 podzieliła III miejsce w kolejnych mistrzostwach Europy, rozegranych w Dreźnie oraz awansowała do III rundy mistrzostw świata w Eliście (w której uległa Antoanecie Stefanowej). Na początku 2005 osiągnęła bardzo dobry wynik w Wijk aan Zee, dzieląc II miejsce w turnieju C i wypełniając normę na tytuł arcymistrza. Rok później podzieliła III miejsce na mistrzostwach Europy w Kuşadası. Wystąpiła również na mistrzostwach świata w Jekaterynburgu, ale odpadła z turnieju w II rundzie.
Wielokrotnie reprezentowała Ukrainę w rozgrywkach drużynowych, między innymi:
- dziesięciokrotnie na olimpiadach szachowych (w latach 1996, 1998, 2000, 2002, 2004, 2006, 2008, 2010, 2012, 2014); sześciokrotna medalistka: wspólnie z drużyną – złota (2006), srebrna (2008) i dwukrotnie brązowa (2012, 2014) oraz indywidualnie – złota (2014 – na IV szachownicy) i srebrna (2008 – na II szachownicy)[7]
- czterokrotnie na drużynowych mistrzostwach świata (w latach 2009, 2011, 2013, 2015); czterokrotna medalistka: wspólnie z drużyną – złota (2013) i brązowa (2009) oraz indywidualnie – złota (2013 – na IV szachownicy) i srebrna (2011 – na IV szachownicy)[8]
- ośmiokrotnie na drużynowych mistrzostwach Europy (w latach 1999, 2001, 2003, 2005, 2007, 2009, 2011, 2013); czterokrotna medalistka: wspólnie z drużyną – złota (2013) i brązowa (2009) oraz indywidualnie – srebrna (2003 – na I szachownicy) i brązowa (2003 – za wynik rankingowy)[9].

Najwyższy wynik rankingowy w dotychczasowej karierze osiągnęła 1 maja 2010; mając 2499 punktów, zajmowała wówczas 16. miejsce wśród kobiet na światowej liście FIDE.

## Życie prywatne
Mężem Natalii Żukowej był czołowy szachista świata, Rosjanin Aleksandr Griszczuk.